# Eddy Sedoc
John Edwin (Eddy) Sedoc (Paramaribo, 17 de noviembre de 1938 -) es un político y diplomático de Surinam. 
Fue director financiero del Hospital Diaconessen en Paramaribo. Posteriormente en enero de 1988 en representación del Partido Nacional de Surinam (NPS) asume como ministro de Relaciones Exteriores de Surinam. En las elecciones del 25 de noviembre de 1987, en las primeras elecciones luego del Golpe de Estado de los Sargentos de 1980, el NPS fue uno de los tres partidos que armaron un frente quedándose con 40 de las 51 bancas en la Asamblea General. Henck Arron del NPS fue vicepresidente del Gabinete. 
- Datos: Q2545021